# Mulfingen

Lage der Gemeinde Mulfingen im Hohenlohekreis

Mulfingen ist eine Gemeinde im Hohenlohekreis im fränkisch geprägten Nordosten Baden-Württembergs. Sie gehört zur Region Heilbronn-Franken (bis 20. Mai 2003 Region Franken).

## Geographie

### Geographische Lage
Die Gemeinde Mulfingen ist die nordöstlichste der 16 Kommunen des Hohenlohekreises. Sie liegt im mittleren Jagsttal und auf den beidseitig begleitenden Höhen auf etwa 246 bis 465 m ü. NHN. Der Gemeindesitz im Dorf Mulfingen ist in Luftlinie rund zehn Kilometer nordöstlich vom Verwaltungssitz Künzelsau des Kreises entfernt.

### Nachbargemeinden
Mulfingen grenzt reihum im Norden an die Stadt Mergentheim und im Nordosten an die Stadt Niederstetten, beide im benachbarten Main-Tauber-Kreis; im Osten an die Stadt Schrozberg, im Südosten an die Gemeinde Blaufelden und im Südosten an die Stadt Langenburg, alle im Landkreis Schwäbisch Hall; im Süden an die Stadt Künzelsau, im Westen an die Stadt Ingelfingen und im Nordwesten an die Gemeinde Dörzbach, alle ebenfalls im Hohenlohekreis.

### Gemeindegliederung
Die heutige Gemeinde besteht aus Mulfingen selbst und den im Laufe der 1970er Jahre eingemeindeten ehemaligen Gemeinden Ailringen (mit St. Bernhard), Buchenbach, Eberbach, Hollenbach, Jagstberg, Simprechtshausen und Zaisenhausen. Diese bilden jeweils eine Ortschaft nach der Gemeindeordnung Baden-Württemberg. Es gibt insgesamt 31 noch besiedelte Wohnplätze und eine Reihe von abgegangenen Ortschaften
| Wappen unbekannt        | - Ailringen mit dem Dorf Ailringen, dem Wohnplatz Rötelweiler sowie der abgegangenen Ortschaft Gruningen. | Ailringen Ortsmitte (2017)                                             |
| Wappen unbekannt        | - Buchenbach mit dem Dorf Buchenbach, den Weilern Berndshofen, Bodenhof, Heimhausen und Oberer Railhof sowie den abgegangenen Ortschaften Spelte und Holzhausen (Mühleburg)                                         | Buchenbach „Unteres“ und „Oberes Schloss“ (Herrenhaus und Burg) (2012) |
| Wappen unbekannt        | - Eberbach mit dem Dorf Eberbach, den Wohnplätzen Renkenmühle und Untere Mühle sowie dem Burgstall einer namenlosen Burg innerhalb der Gemarkung                                                                    | Eberbach von Südosten aus der Luft (2020)                              |
| Wappen Hollenbach       | - Hollenbach mit dem Dorf Hollenbach, den Weilern und Gehöften Albertshöfe, Azenweiler, Löhleinsberg, Seelach und Hollenbach See sowie den abgegangenen Ortschaften Althollenbach, Igelstrut, Ozendorf und Seelach  | Dorflinde und Kirche in Hollenbach (2019)                              |
| Wappen Jagstberg        | - Jagstberg mit dem Dorf Jagstberg, den Weilern Hohenrot, Seidelklingen, Hasenklinge, Birkenreisich und Unterer Railhof sowie den abgegangenen Ortschaften Arnoldshausen, Karletzhausen, Liebenberg und Weidelbronn | Jagstberg von Mulfingen gesehen (2010)                                 |
| Wappen Mulfingen        | - Mulfingen mit dem Dorf Mulfingen, den Weilern Bachmühle, Badau (Badhaus), Lausenbach und Mittelberg und Ochsental sowie den abgegangenen Ortschaften Niedermulfingen, Roggelshausen und Riemenstetten (?)         | bei der Kirche in Mulfingen (2016)                                     |
| Wappen Simprechtshausen | - Simprechtshausen mit dem Dorf Simprechtshausen und den abgegangenen Ortschaften Dürzel, Monbronn, Taubenhof, Westernholz und Zwerenberg                                                                           | Kirche in Simprechtshausen (2013)                                      |
| Wappen unbekannt        | - Zaisenhausen mit dem Dorf Zaisenhausen, dem Weiler Staigerbach sowie den abgegangenen Ortschaften Wolfhardsberg und Borstel (vermutlich eine abgegangene Burg)                                                    | In Zaisenhausen an der Ette (2020)                                     |

### Flächenaufteilung
Nach Daten des Statistischen Landesamtes, Stand 2014.

## Geschichte

### Bis zum 19. Jahrhundert
Die schon vorgeschichtliche Hohe Straße zwischen Kocher und Jagst querte, von den Flussmündungen weit im Westen kommend, bei Heimhausen das Jagsttal und lief dann ostwärts weiter in Richtung Mittelfranken.
Mulfingen wurde 980 erstmals urkundlich erwähnt. Während der Zeit der Stammesherzogtümer lag der Ort im Herzogtum Franken. Im Jahre 1479 erhielt der Ort das Marktrecht. 1802 fiel er an die Grafschaft Hohenlohe-Bartenstein. Als im Zuge der Rheinbundakte die hohenlohischen Lande ihre Unabhängigkeit einbüßten, kam Mulfingen 1806 an das Königreich Württemberg. 1811 wurde der Ort dem Oberamt Künzelsau unterstellt.

### 20. Jahrhundert

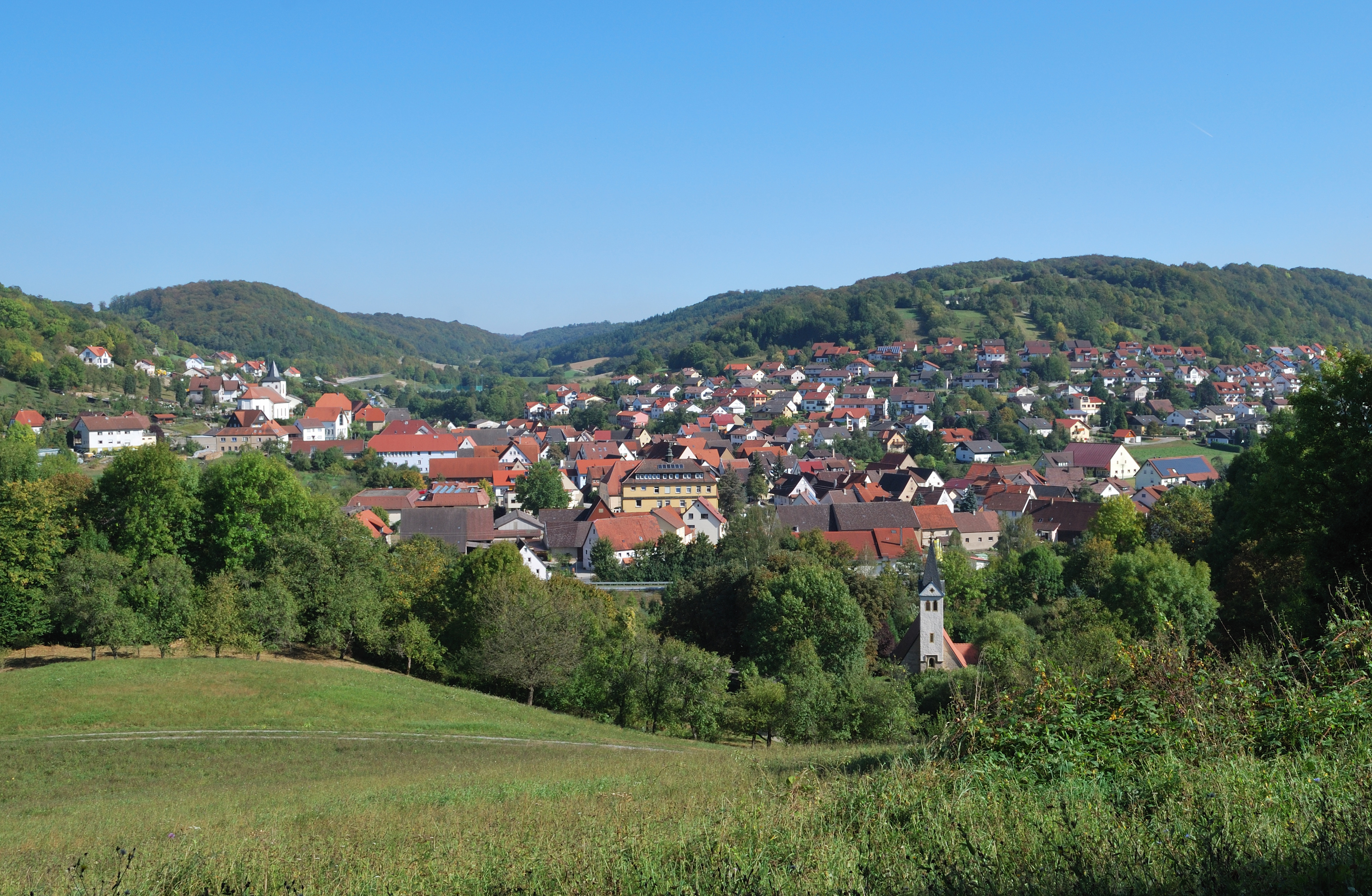
Mulfingen von Jagstberg aus gesehen

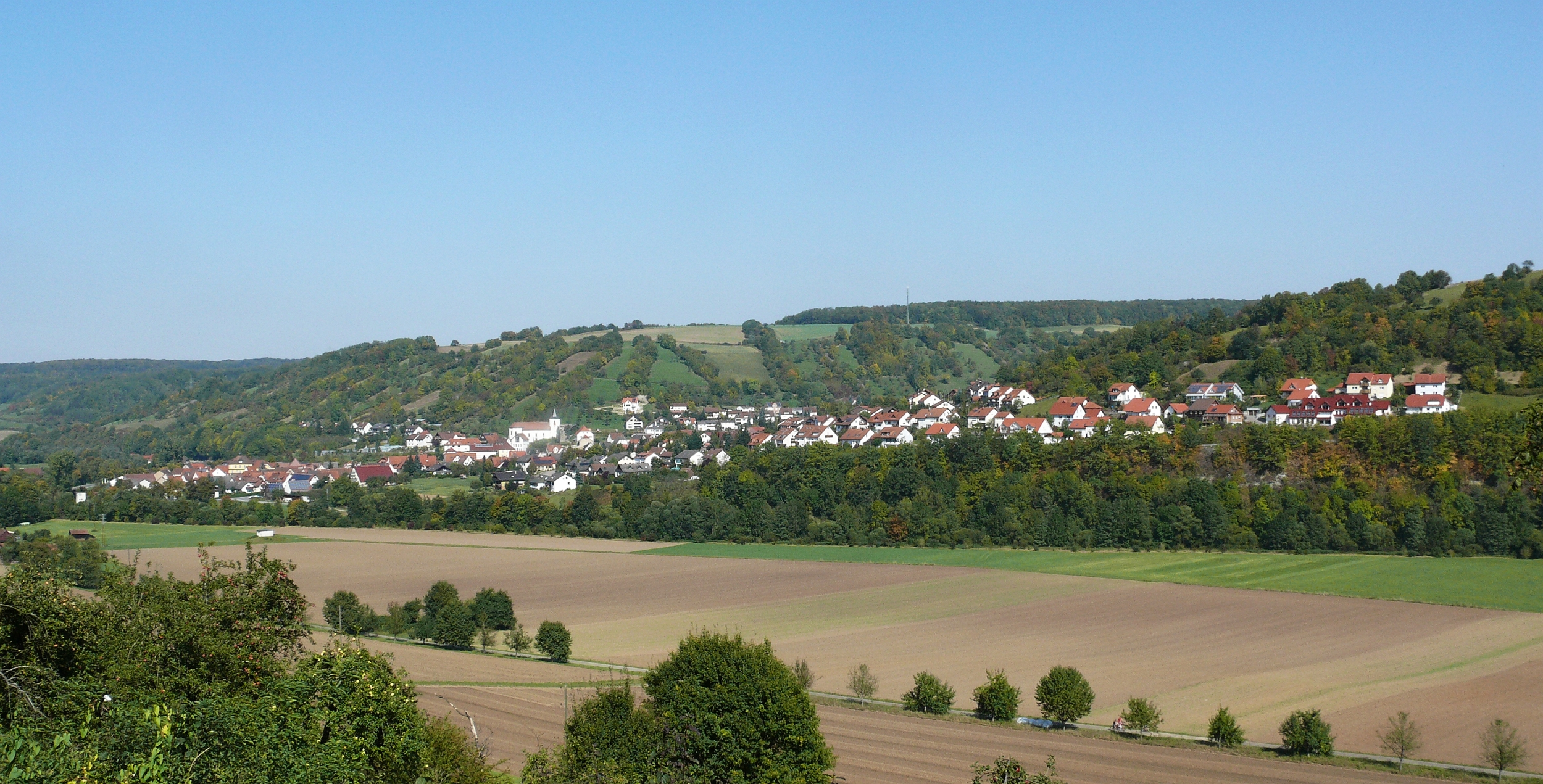
Blick nach Mulfingen

Bei der Kreisreform zur NS-Zeit in Württemberg gelangte Mulfingen 1938 an den neuen Landkreis Künzelsau. Während der NS-Diktatur wurden seit 1938 Kinder von „Zigeunern“ und „zigeunerähnliche Kinder“ aus anderen württembergischen Kinder- und Erziehungsheimen ins Mulfinger Kinderheim St. Josefspflege eingewiesen. Am 9. Mai 1944 wurden 39 Sinti-Kinder ins KZ Auschwitz deportiert, wo bis auf vier alle von ihnen getötet wurden. Seit 1984 erinnert am Hauptgebäude eine Gedenktafel mit den 39 Namen an diese Kinder. In den 1980er Jahren entwickelte sich im Heim auch eine lebendige Gedenkkultur. Jedes Jahr am 9. Mai findet eine Gedenkfeier für die ermordeten Sinti-Kinder statt.
1945 bis 1952 gehörte Mulfingen zum Land Württemberg-Baden, das 1945 in der Amerikanischen Besatzungszone gegründet worden war. 1952 gelangte die Gemeinde zum neuen Bundesland Baden-Württemberg. Die Kreisreform von 1973 führte zur Zugehörigkeit zum Hohenlohekreis.

### Gemeindereform
- 1. Juli 1971: Eingemeindung von Jagstberg[8]
- 1. April 1972: Eingemeindung von Ailringen[9]
- 1. Januar 1973: Eingemeindung von Zaisenhausen[9]
- 1. Januar 1975: Vereinigung von Mulfingen mit Buchenbach, Eberbach und Hollenbach zur neuen Gemeinde Mulfingen, zugleich Eingemeindung von Simprechtshausen[10]

## Politik

### Gemeinderat
In Mulfingen wird der Gemeinderat nach dem Verfahren der unechten Teilortswahl gewählt. Dabei kann sich die Zahl der Gemeinderäte durch Überhangmandate verändern. Der Gemeinderat in Mulfingen hat nach der letzten Wahl 18 Mitglieder, er besteht aus den gewählten ehrenamtlichen Gemeinderäten und dem Bürgermeister als Vorsitzendem. Der Bürgermeister ist im Gemeinderat stimmberechtigt.
Die Kommunalwahl am 9. Juni 2024 führte zu folgendem Endergebnis.
| Parteien und Wählergemeinschaften | Parteien und Wählergemeinschaften           | % 2024  | Sitze 2024 |        | % 2019 | Sitze 2019 | % 2014 | Sitze 2014 |
| CDU                               | Christlich Demokratische Union Deutschlands | 49,29   | 9          | 49,7   | 10     | 53,8       | 10     |            |
| UWV                               | Unabhängige Wählervereinigung               | 50,71   | 9          | 50,3   | 10     | 46,2       | 9      |            |
| Gesamt                            | Gesamt                                      | 100     | 18         | 100    | 20     | 100        | 19     |            |
| Wahlbeteiligung                   | Wahlbeteiligung                             | 74,94 % | 74,94 %    | 71,8 % | 71,8 % | 65,7 %     | 65,7 % |            |

### Bürgermeister
Bürgermeister ist seit dem 26. März 2024 Sören Döffinger (CDU). Er wurde am 28. Januar 2024 mit 85,3 Prozent der Stimmen gewählt. Zum Zeitpunkt seines Amtsantritts war er mit 25 Jahren der jüngste hauptamtliche Bürgermeister Deutschlands. Sören Döffingers Vater Joachim Döffinger ist Bürgermeister von Assamstadt.
Von 1976 bis 2008 war Hermann Limbacher Bürgermeister, von 2008 bis 2024 Robert Böhnel.

### Wappen und Flagge
Die Blasonierung des Mulfinger Wappens lautet: In Rot ein silberner Schrägbalken, belegt mit drei roten Rosen. Die Flagge der Gemeinde ist Weiß-Rot.
Die neue Gemeinde Mulfingen führt weiterhin das 1930 festgelegte Mulfinger Wappen, bei dem es sich um das alte Wappen des Ortsadels handelt, das 1486 von Hans von Mulfingen überliefert ist. Die Farbgebung ist allerdings neueren Datums, da nicht überliefert. Wappen und Flagge wurden der Gemeinde am 11. Januar 1978 vom Landratsamt des Hohenlohekreises verliehen.

## Kultur und Sehenswürdigkeiten

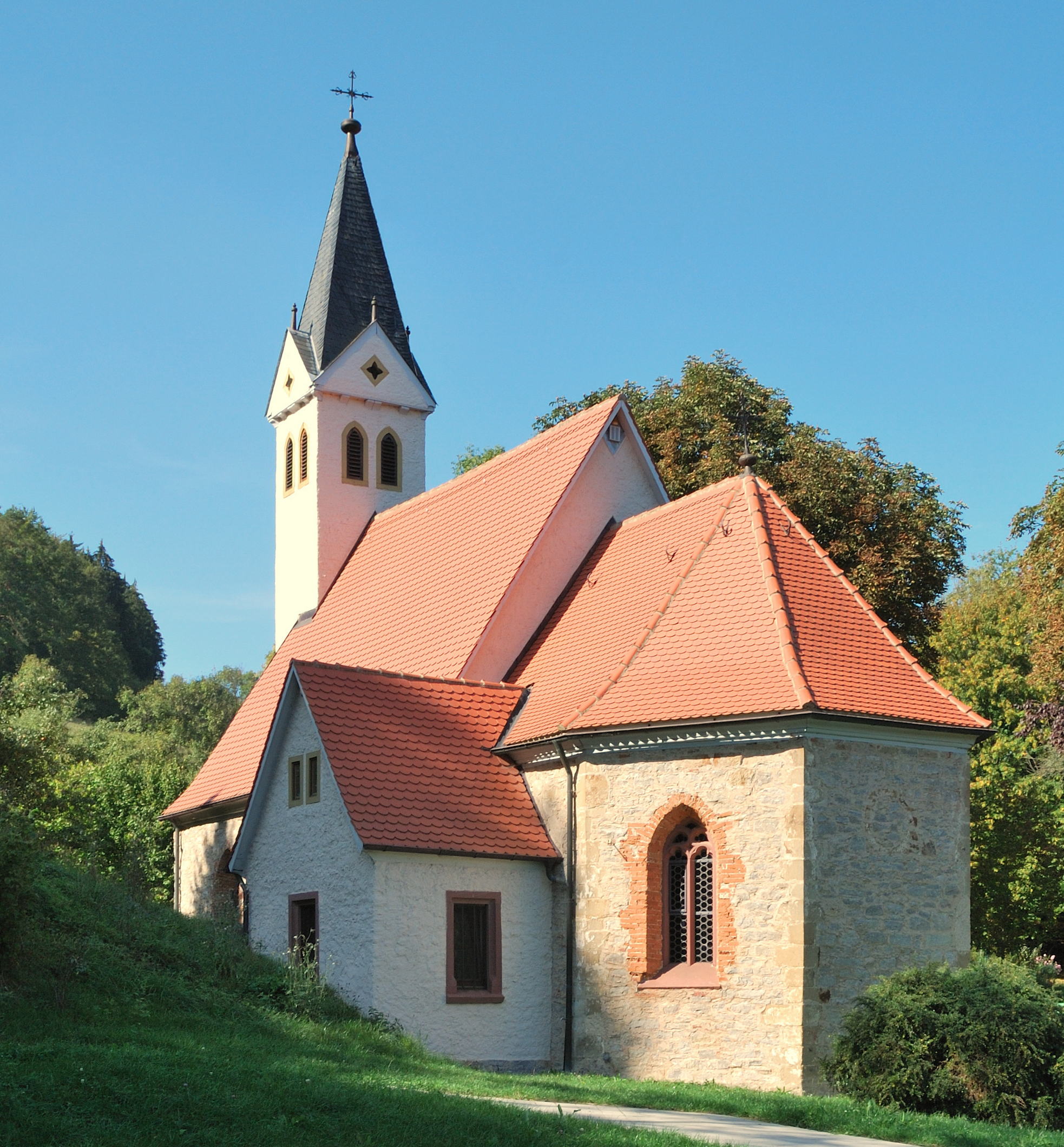
Wallfahrtskapelle St. Anna

### Bauwerke und Kulturdenkmale
Die St.-Anna-Kapelle unweit der Jagstbrücke ist eine Wallfahrtskapelle aus dem 16. Jahrhundert. Sie steht neben einer Quelle, die schon in vorchristlicher Zeit als heilkräftig bekannt war.
Im Ortsteil Buchenbach befindet sich die Burg Buchenbach.

### Mulfinger Stausee

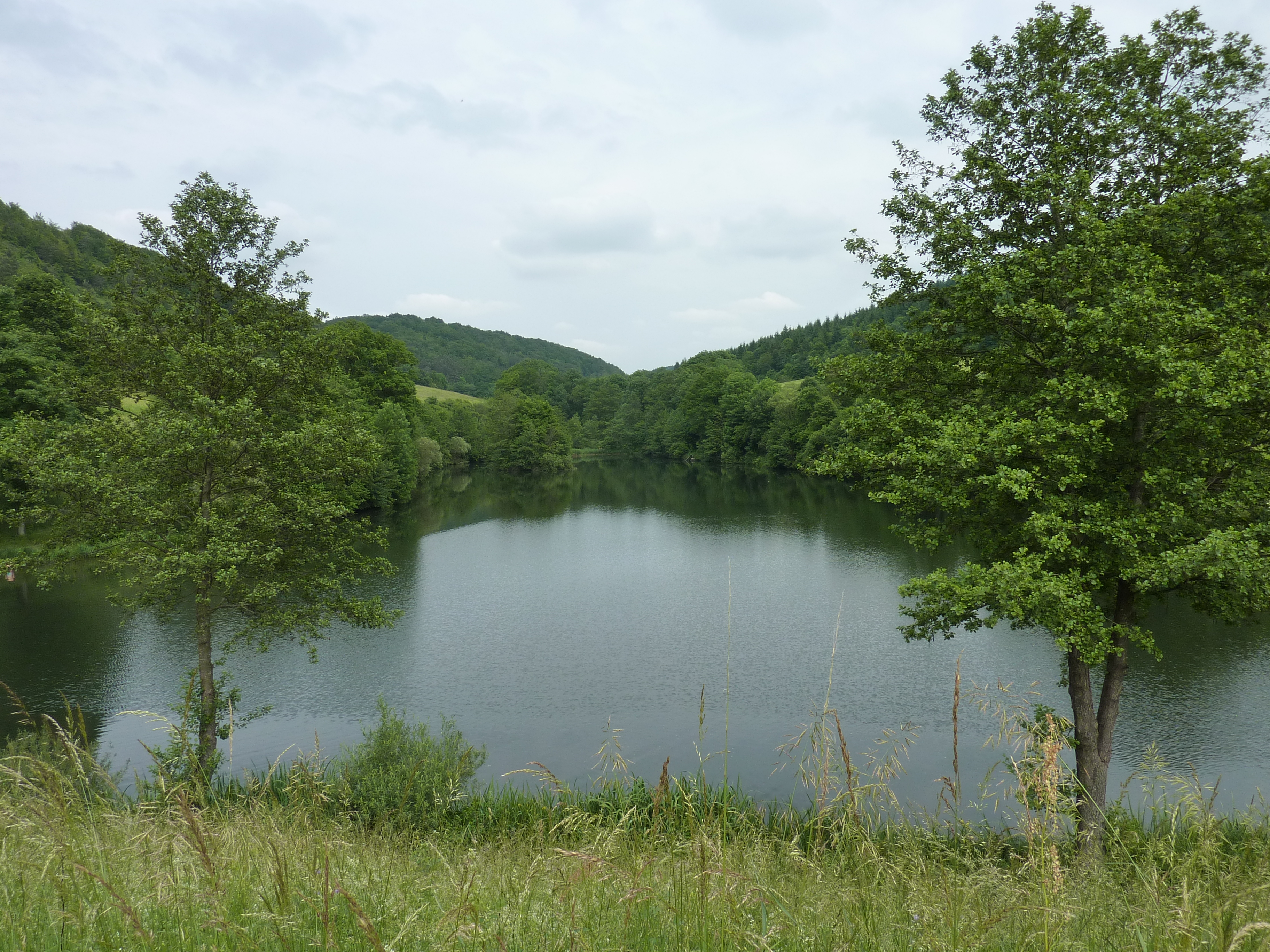
Mulfinger Stausee

Oberhalb des Ortes liegt der in den Jahren 1962 bis 1964 erbaute Mulfinger Stausee. Er dient als Hochwasserrückhalteraum für ein Einzugsgebiet von 9 km². Bei einer Dammhöhe von 13,5 Metern und einem Dauerstauinhalt von 66 000 Kubikmetern ergibt sich eine Dauerstaufläche von 1,9 Hektar. Der See ist als Bade- und Angelgewässer nutzbar; Bootfahren und Eislaufen sind verboten. Die Ufer sind allerdings großenteils steil und dicht bewachsen und es stehen auch keine Einrichtungen wie Umkleiden oder sanitäre Anlagen zur Verfügung.

### Naturdenkmäler
Die Dorflinde Hollenbach ist mit einem Alter von mindestens 700 Jahren eine der ältesten Linden im süddeutschen Raum.

## Wirtschaft und Infrastruktur

### Verkehr
Der Kocher-Jagst-Radweg verläuft als touristischer Landes-Radfernweg durch Mulfingen. Er ist ein Rundkurs entlang der beiden Flüsse Kocher und Jagst zwischen Bad Friedrichshall und einer Querverbindung zwischen den Tälern bei Aalen (Stadtteil Unterkochen) und Lauchheim. 

### Ansässige Unternehmen
Größtes in Mulfingen ansässiges Unternehmen ist die Firma ebm-papst Mulfingen GmbH & Co. KG, nach eigener Darstellung der Weltmarktführer im Bereich Motoren und Ventilatoren. Im Geschäftsjahr 2022/23 beschäftigte die ebm-papst-Gruppe weltweit 15.199 Mitarbeiter, davon rund 3.815 in Mulfingen, und hatte einen Umsatz von 2,129 Milliarden Euro.
Im Ortsteil Hollenbach angesiedelt ist Deutschlands zweitgrößter Hersteller von Teamsportbekleidung, der Sportartikelproduzent JAKO AG.

### Breitbandversorgung
Mulfingen hat zusammen mit Schöntal den Zweckverband Breitbandversorgung Mittleres Jagsttal gegründet. Dieser verwaltet ein über 60 km langes Glasfasernetz.
In Mulfingen wurde mit dem Aufbau des Glasfasernetzes 2010 begonnen. Mit der Inbetriebnahme 2012 ist bis auf wenige Ausnahmen eine flächendeckende Breitbandversorgung erreicht. Im Gewerbegebiet Siegenwasen in Hollenbach sind die Flächen mit Glasfaser direkt erschlossen. So sind Datenübertragungsraten von über 500 MBit/s möglich. Zuletzt wurde das Netz zusammen mit dem Wasserleitungsbau auf der Jagstberger Hochfläche, im Bereich der Ortsdurchfahrten in Buchenbach und Berndshofen, sowie nach Eberbach erweitert. Weitere Ausbaumaßnahmen sind geplant.

### Bildung und Betreuung
Mulfingen verfügt über eine öffentliche Grundschule sowie eine private Haupt- und Realschule mit Gemeinschaftsschule. Eine neue Schulmensa wird bis Ende 2018 fertig sein.
Im Mulfingen gibt es drei Kindergärten mit fünf Gruppen. Eine Kleinkindbetreuung mit zwei Gruppen ist provisorisch in Jagstberg eingerichtet. Der Mulfinger und der Jagstberger Kindergarten bieten eine Ganztagesbetreuung an. In Hollenbach gibt es eine Gruppe mit Regelbetreuung.
Ein Betreuungsangebot gibt es auch für Schüler. Die Kinderinsel Panama befindet sich im 2014 fertig gestellten Grundschulneubau.

### Sport
Der FSV Hollenbach spielte 2010–2017 in der Fußball-Oberliga Baden-Württemberg. Nach mehreren Jahren in der Verbandsliga Württemberg gelang zur Saison 2022/2023 erneut der Aufstieg in die fünfte Spielklasse. Heimspielstätte ist die JAKO-Arena.

## Persönlichkeiten
- Theodor Haecker (1879–1945), Schriftsteller, Kulturkritiker, Übersetzer und Philosoph, geboren im Ortsteil Eberbach